# Demetrio Angola
Demetrio Angola Langaveri (La Paz, 22 juni 1965) is een voormalig Boliviaans voetballer, die speelde als aanvaller.

## Clubcarrière
Angola beëindigde zijn actieve loopbaan in 2000 bij de Boliviaanse club Club San José na eerder onder meer voor The Strongest en Club Jorge Wilstermann te hebben gespeeld.

## Interlandcarrière
Angola speelde in totaal 16 officiële interlands voor Bolivia in de periode 1995-1997, en scoorde twee keer voor zijn vaderland. Onder leiding van bondscoach Antonio López Habas maakte hij zijn debuut op 3 april 1995 in de vriendschappelijke thuiswedstrijd tegen Venezuela (0-0) in Sucre. Met La Verde nam Angola deel aan de strijd om de Copa América 1995.